# Домбрувка (гміна Врублев)
Домбрувка (пол. Dąbrówka) — село в Польщі, у гміні Врублев Серадзького повіту Лодзинського воєводства.
Населення — 214 осіб (2011).
У 1975-1998 роках село належало до Серадзького воєводства.

## Демографія
Демографічна структура станом на 31 березня 2011 року:
|          | Загалом | Допрацездатний вік | Працездатний вік | Постпрацездатний вік |
| -------- | ------- | ------------------ | ---------------- | -------------------- |
| Чоловіки | 97      | 20                 | 67               | 10                   |
| Жінки    | 117     | 21                 | 65               | 31                   |
| Разом    | 214     | 41                 | 132              | 41                   |